# Zagórów
Zagórów (prononciation : [zaˈɡuruf], en allemand : Hinterberg) est une ville polonaise du powiat de Słupca de la voïvodie de Grande-Pologne dans le centre-ouest de la Pologne.
Elle est située à environ 16 kilomètres au sud de Słupca, siège du powiat, et à 72 kilomètres à l'est de Poznań, capitale de la voïvodie de Grande-Pologne.
Elle est le siège administratif (chef-lieu) de la gmina de Zagórów.
La ville couvre une surface de 3,44 km2 et comptait 3 069 habitants en 2016.

## Géographie

Plan de la ville.

La ville de Zagórów est située en plein centre de la voïvodie de Grande-Pologne. Le paysage autour de la ville est marqué par la présence de la rivière Warta au nord, qui couvre un espace naturel unique en Pologne et protégé par le parc naturel de la Warta. Zagórów s'étend sur 3,44 km2.

## Histoire
Zagórów a obtenu ses droits de ville en 1407.

De 1975 à 1998, Zagórów appartenait administrativement à la voïvodie de Konin. Depuis 1999, la ville fait partie du territoire de la voïvodie de Grande-Pologne.

## Monuments
- l'église paroissiale catholique saint Pierre et saint Paul, construite au XVe siècle, remaniée au XVIIIe siècle ;
- des maisons anciennes dans le centre-ville datant du XVe siècle au XXe siècle ;
- l'église évangélique construite en 1884 ;

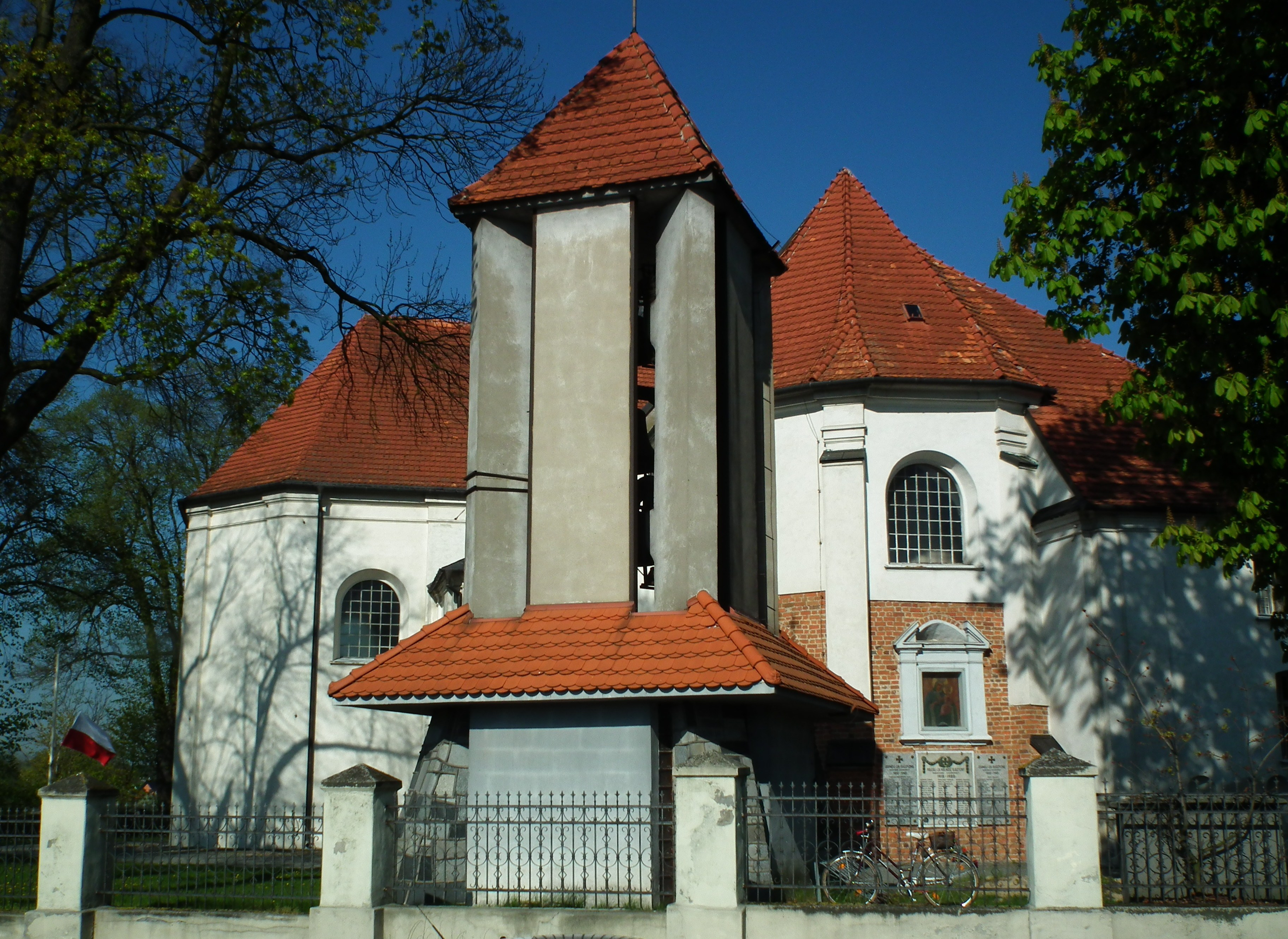
L'église paroissiale.
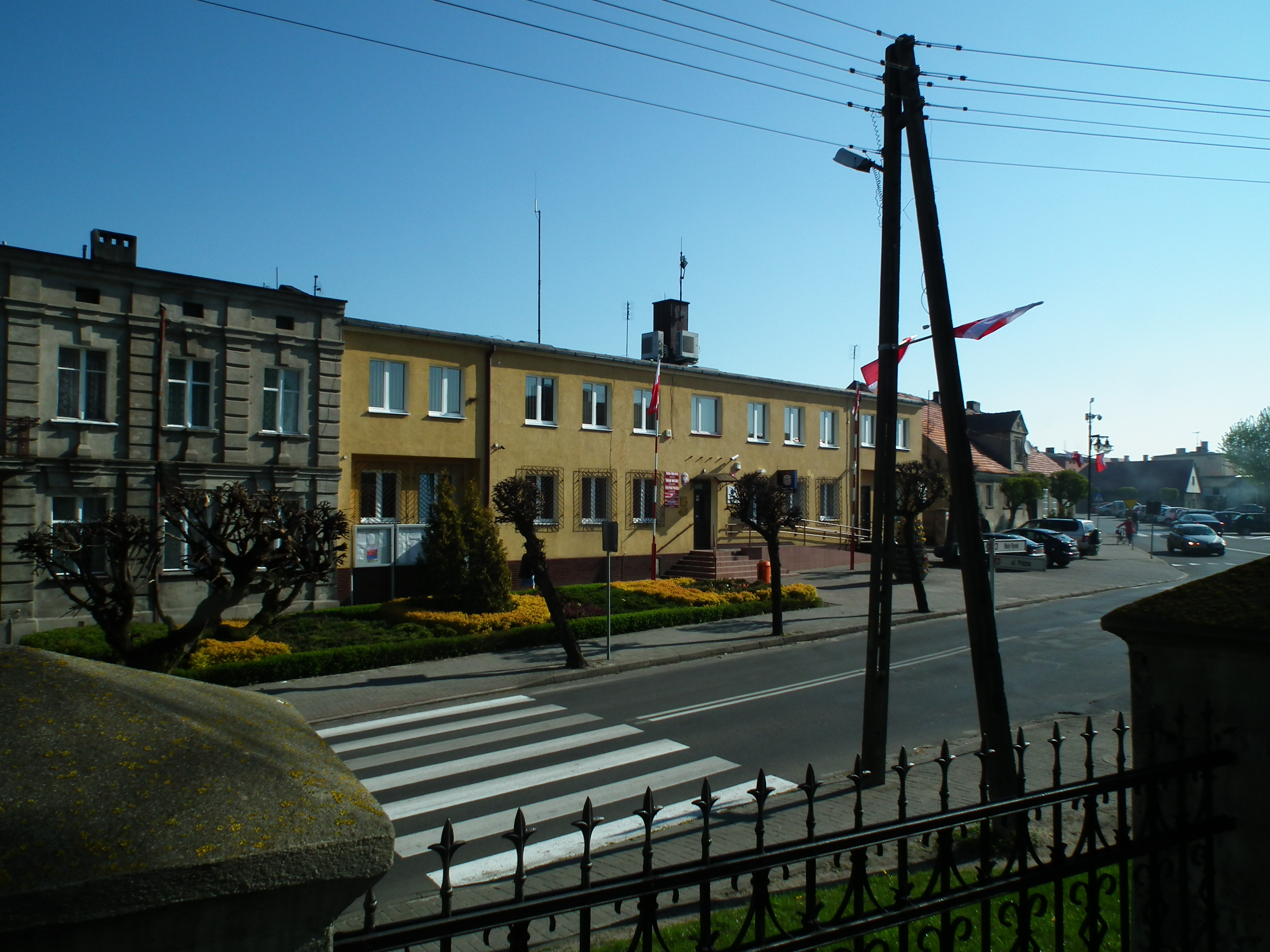
Des maisons du centre-ville.

## Voies de communication
Aucune route principale ne passe par Zagórów. En revanche, l'autoroute polonaise A2 passe à une dizaine de kilomètres au nord de la ville, qui peut être desservie par les sorties  10 Słupca et  11 Sługocin.

## Personnalités liées à la ville
La résistante française Régine Skorka-Jacubert y est née le 24 janvier 1920.